# Марий Ел
Република Марий Ел или накратко Марий Ел (на руски: Республика Марий Эл) е субект на Руската Федерация и е разположена в централната част на Европейска Русия. Влиза в състава на Приволжкия федерален окръг и Волго-Вятския икономически район. Площ 23 375 km2 (73-то място в Русия, 0,14%), население на 1 януари 2017 г. 684 684 души (66-о място в Русия, 0,47%). Столица е град Йошкар Ола. Разстояние от Москва до Йошкар Ола — 862 km.

## Историческа справка
- На 4 ноември 1920 г. е образувана Марийска автономна област (МАО)
- На 5 декември 1936 г. е преобразувана в Марийска Автономна съветска социалистическа република (МАССР)
- На 22 декември 1990 г. – Марийска съветска социалистическа република (МССР).
- На 8 юли 1992 г – Република Марий Ел.

## Географска характеристика
Марий Ел се намира в централната част на Европейска Русия, предимно на левия бряг на средното течение на Волга и притока ѝ Ветлуга. На запад граничи с Нижегородска област, на север с Кировска област, на югоизток с Република Татарстан и на юг с Република Чувашия. В тези си граници има площ от 23 375 km2, която ѝ отрежда 73-то място по големина в Русия и представлява 0,14% от територията на Русия.
Източната част на страната е заета от обширната хълмиста равнина Вятски Ували (максимална височина до 275 m), повърхнината на която е изрязана от дълбоки речни долини и оврази, като се срещат и карстови райони. На запад хълмовете на Вятските Ували постепенно се понижават и преминават в обширната и заблатена Марийска низина с надморска височина от 50 до 100 m. На десния бряг на Волга, в района на град Козмодемянск се простират крайните северни разклонения на Приволжкото възвишение (височина до 198 m).
Сред полезните изкопаеми с промишлено значение са торфа, глината, варовиците, стъклени и силикатни пясъци.
Републиката е разположена в умерения климатичен пояс и има умерено-континентален климат с умерено студена зима и топло лято. Средната януарска температура е -13 °C, а средна юлска 19 °C. Годишната сума на валежите е сравнително малка и е 450 – 500 mm. Вегетационният период (минимална денонощна температура над 10 °C) е около 170 дни.
В Републиката има 476 реки с обща дължина 7145 km и всички те принадлежат към водосборния басейн на река Волга, вливаща се в Каспийско море, която протича по южната граница на страната на протежение от 155 km. Повечето от реките на Марий Ел се вливат директно във Волга и отводняват около 80% от нейната територия. Това са реките: Сура, десен приток, а останалите Ветлуга (112 km в Марий Ел), Рутка, Голяма Кокшага с притока си Голям Кундиш, Малка Кокшага, Илет и др. са леви притоци. Другите 20% от територията на страната (на североизток) се отводняват от малки реки (Немда, Буй, Уржумка), десни притоци на река Вятка, десен приток на Кама, от басейна на Волга. Подхранването на реките е смесено с преобладаване на снежното. Водният им режим се характеризира с ясно изразено пролетно пълноводие, лятно-есенно маловодие нарушавана епизодично от прииждания в резултат на поройни дъждовни и продължително зимно маловодие. Реките в района замръзват обикновено през ноември и се размразяват през април.
На територията на страната има 1550 предимно малки езера и големи изкуствени водоеми с обща площ около 1530 km2. Езерата са предимно крайречни (старици) и карстови, разпространени предимно в източната част. Само около столицата Йошкар Ола на разстояние 20 – 30 km се намират няколко малки, но много чисти езера – Карась, Таир, Лесная сказка, Шап и т.н. Най-голямото естествено езеро в страната е карстовото езеро Голям Ялчик (1,14 km2). По течението на река Волга в пределите на Марий Ел попадат участъци от две голеви водохранилища Куйбишевското и Чебоксарското. Блатата и заблатените райони заемат 1,42% от територията на Републиката и съставляват 331 km 2.
В страната преобладават подзолисто-глиненстите, пясъчно-глинестите и пясъчните почви. В Марийската низина са разпространени блатно-торфените почви, във Вятските Ували – торфено-карбонатните почви, а на десния бряг на Волга – сивите горски почви.
Половината от територията на страната е заета от гори, предимно в западните и централни райони. Преобладават ценните иглолистни видове: бор (на юг) и ела със смърч (на север), заемащи почти 3/5 от горските масиви. В речните долини се срещат и широколистни гори от дъб и липа. Животинският свят е представен от вълк, кафява мечка, лисица, лос, рис, бял заек, белка, бобър, таралеж, прелетни и водоплаващи птици.

## Население
По население републиката е на 66-о място в Руската Федерация, като там живеят 0,47% от жителите на Русия. По национален състав населението на Марий Ел е както следва:
- руснаци: 47,5%
- марийци: 42,9%
- татари: 6,0%
- други – чуваши, удмурти, мордвинци, украинци и др. (над 50 националности): 3,6%

Урбанизацията на населението е 63,15%.

## Административно-териториално деление
В административно-териториално отношение Република Марий Ел се дели на 3 републикански градски окръга и 14 муниципални района. Има 4 града, в т.ч. 3 града с републиканско подчинение и 1 град с районно подчинение и 15 селища от градски тип.
| Административна единица      | Площ (km2) | Население (2017 г.) | Административен център | Население (2017 г.) | Разстояние до Йошкар Ола (в km) | Други градове и сгт с районно подчинение |
| ---------------------------- | ---------- | ------------------- | ---------------------- | ------------------- | ------------------------------- | ---------------------------------------- |
| Републикански градски окръзи |            |                     |                        |                     |                                 |                                          |
| І. Йошкар Ола                | 102        | 277 676             | гр. Йошкар Ола         | 277 676             |                                 |                                          |
| ІІ. Волжск                   | 31         | 54 519              | гр. Волжск             | 54 519              | 101                             |                                          |
| ІІІ. Козмодемянск            | 13         | 20 327              | гр. Козмодемянск       | 20 327              | 104                             |                                          |
| Муниципални райони           |            |                     |                        |                     |                                 |                                          |
| 1. Волжки                    | 943        | 22 104              | гр. Волжск             |                     | 101                             | Приволжки                                |
| 2. Горномарийски             | 1716       | 22 121              | гр. Козмодемянск       |                     | 104                             |                                          |
| 3. Звениговски               | 2749       | 42 017              | гр. Звенигово          | 11 379              | 90                              | Красногорски, Суслонгер                  |
| 4. Килемарски                | 3254       | 12 356              | сгт Килемари           | 3999                | 86                              |                                          |
| 5. Куженерски                | 853        | 13 227              | сгт Куженер            | 4973                | 73                              |                                          |
| 6. Мари-Турекски             | 1514       | 19 955              | сгт Мари-Турек         | 4466                | 125                             |                                          |
| 7. Медведевски               | 2766       | 67 078              | сгт Медведево          | 18 527              | 8                               | Краснооктябърски                         |
| 8. Моркински                 | 2270       | 28 712              | сгт Морки              | 9142                | 114                             |                                          |
| 9. Новоторъялски             | 925        | 15 134              | сгт Нови Торъял        | 5940                | 80                              |                                          |
| 10. Оршански                 | 897        | 13 890              | сгт Оршанка            | 6064                | 33                              |                                          |
| 11. Парангински              | 792        | 14 721              | сгт Паранга            | 5432                | 123                             |                                          |
| 12. Сернурски                | 1032       | 23 953              | сгт Сернур             | 8300                | 89                              |                                          |
| 13. Съветски                 | 1421       | 29 398              | сгт Съветски           | 10 498              | 42                              |                                          |
| 14. Юрински                  | 2154       | 7496                | сгт Юрино              | 2984                | 117                             |                                          |

## Икономика
В промишлеността са развити добре машиностроенето и металообработката, дърводобивната и дървообработваща промишленост, хранително-вкусовата и лека промишленост.
В селското стопанство републиката се е специализирала в зърнопроизводството, производството на зеленчуци, картофи, лен. Развито е животновъдство за месо и мляко, птицевъдството.
| хиляди хектара | 656 | 603 | 585,6 | 500,5 | 400,8 | 299,5 | 292,3 |